# Nicola Pierpaoli
Nicola Pierpaoli (Firenze, 19 settembre 1974) è un ex arbitro di calcio italiano.

## Carriera
Appartenente alla sezione A.I.A. di Firenze, della quale fanno parte anche l'arbitro internazionale Gianluca Rocchi e l'arbitro in forza alla CAN B Leonardo Baracani, svolge in Firenze, presso Marchini & Associati, la professione di commercialista e revisore legale.
Dopo aver accumulato 54 presenze in Serie C1, distribuite nelle quattro stagioni di militanza alla CAN C, viene promosso nel 2006 nella massima divisione, per decisione dell'allora Commissario Straordinario dell'A.I.A. Luigi Agnolin. Inizialmente Pierpaoli non era compreso nell'elenco dei direttori di gara promossi nella categoria superiore; ma in seguito all'espandersi della vicenda Calciopoli, con il coinvolgimento di un numero crescente di fischietti di Serie A, si decise per il "ripescaggio" di tre arbitri (Nicola Pierpaoli, Fabrizio Lena e Cristian Zanzi) al fine di colmare i vuoti nell'organico dopo le sospensioni disposte a carico dei colleghi "indagati".
Esordì in Serie B il 15 settembre 2006 nell'incontro AlbinoLeffe-Modena (0-0) e in Serie A il 20 dicembre dello stesso anno nel match Atalanta-Udinese (1-2).
Al termine della stagione 2010-2011 ha totalizzato complessivamente 51 presenze in massima serie.
La sua direzione più nota è senza dubbio quella dell'incontro Sampdoria-Torino del 2 marzo 2008 a Marassi, quando dopo aver concesso al Torino il calcio di rigore del provvisorio 1-1 per un fallo commesso fuori area, è bersaglio delle intemperanze di Antonio Cassano dopo la sua espulsione per il lancio della maglia da parte del fantasista barese e un insulto diretto appunto all'arbitro. Il fantasista blucerchiato verrà squalificato per cinque giornate a seguito di quell'episodio.
Il 3 luglio 2010, con la scissione della CAN A-B in CAN A e CAN B, viene inserito nell'organico della CAN A.
Il 30 giugno 2011 viene dismesso dalla CAN A.
Nonostante la dismissione dagli organi nazionali Pierpaoli continua la sua carriera arbitrale a livello provinciale, venendo così designato per la gara del 17 settembre 2011 di juniores provinciali tra Olimpia ed Affrico.
Inoltre dirige la prima partita di campionato di terza categoria Firenze tra Bagno a Ripoli e Atletico Figline del 24 settembre 2011.
Il 15 ottobre 2011 dirige la capolista Olimpia Firenze che alla quarta gara di campionato di terza categoria, girone B, non arresta il proprio cammino travolgente nel campo di Settimello dello Sporting Sesto: 1-2 il risultato finale.
Nel 2012 si candida alle elezioni per la presidenza della Sezione AIA di Firenze venendo sconfitto dall'altro candidato Paolo Tepsich.
Terminata la carriera arbitrale alla CAN A, frequenta il corso per osservatore arbitrale superando brillantemente l'esame finale e nelle stagioni successive continua la propria attività a disposizione del CRA Toscana.